# Jean-Louis Martinoty
Jean-Louis Martinoty (Etampes, 20 de gener de 1946 - Neuilly-sur-Seine, 2016) fou un musicòleg, escriptor, periodista i director d'escena francès. Va ser director de l'Òpera Nacional de París entre 1986 i 1989.
Va néixer el 20 de gener de 1946 a Étampes (Essone), fill de Louis Martinoty, inspector d'impostos, i de Geneviève Lacroix, i va passar els seus primers anys a Algèria. Posteriorment va tornar a França on va estudiar lletres a la Universitat de Niça, i violoncel.
Va treballar com a professor de lletres i de periodista, especialment a "L'Humanité" on també hi va fer de crític musical.
La carrera com a director d'escena la va començar com a ajudant de Jean-Pierre Ponnelle. Va debutar el 1975 a Estrasburg amb "El somni d'una nit d´estiu" del compositor Benjamin Britten i "La Périchole" d'Offenbach. El seu primer èxit el va obtenir el 1979 gràcies a l'opera barroca amb el muntatge de "Ercole amante" de Cavalli a l'opera de Lió.
Altres dels muntatges destacats han estat "Faust" de Gounod, "Les Noces de Figaro" i "Don Juan" de Mozart, i molts d'ells s'han vist a diferents teatres del món, com Londres, Berlín, Bonn, Tòquio i altres.
En la seva etapa de director de l'Opera de París va obrir les portes a la col·laboració de dissenyador i artistes plàstics com Paul Jenkins, Karel Appel, Arman, Barceló i altres.
A nivell teòric va escriure"Voyages a l'interieur de l'opéra baroque - de Monteverdi a Mozart" (1990) i com a autor va escriure l'obra "L'opéra imaginaire" (1991).
Va morir el 27 de gener de 2016 a Neuilly-sur-Seine després d'una operació de cor.